# Ángeles Marco Saturnino
Ángeles Marco Saturnino (València, 1947-Ibídem, 2008) és una escultora valenciana.
Va estudiar en la Facultat de Belles arts de Sant Carles fins a 1966, i va obtenir el doctorat en 1987 per la Universitat Politècnica de València, en la qual serà professora des de 1989. Durant dues dècades va compaginar la docència amb la creació escultòrica. El ferro es va convertir al llarg del temps en el seu material preferit encara que també va treballar el cautxú, el cristall o la cera. Va estar, notablement, influenciada pel minimalisme, el constructivisme i l'art conceptual.
Va obtenir el Premi Alfons Roig de la Diputació de València en 1988 i en aquest mateix any l'IVAM (Institut Valencià d'Art Modern) li va dedicar una de les seves grans exposicions "El taller de la memòria" a la qual seguiria, en 2001 "Trípodes oblics i cons" a la Universitat Politècnica de València.
A partir del 1973 el seu treball arriba a la maduritat, centrant-se en la experimentació contínua i una forta tematització teòrica, esdevenint un dels grans referents de l'escultura moderna al País Valencià i a Espanya. Personal i innovadora, va obrir camins i nous llenguatges tant en la seva obra com en la seva labor pedagògica, generant influència en tota una generació de joves escultors.
Va aconseguir donar un gran impuls a l'art escultòric, deixant bona mostra del seu mestratge en la Diputació de València i Alacant, la Caixa d'Estalvis de València, el Museu d'art contemporani de Madrid, l'IVAM, el Museu de Belles arts de Màlaga, la Universitat Literària i la Universitat Politècnica de València, on es troben col·leccions de les seves obra.
Va realitzar exposicions individuals en Arc (Fira Internacional d'Art Contemporani), el Centre del Carme, el Museu d'Art Contemporani de Madrid i en la galeria Leonarte de València.
Va morir en 2008 a 61 anys, a València.
"(...) les propostes que fijarón l'atenció entorn del treball d'Ángeles Marco es basaven en petites peces escenogràfiques l'accentuació de les quals perspectiva alterava la percepció visual i conceptual de l'espai en el qual s'inserien però, bàsicament a partir del passat any, el seu treball començaria a evolucionar cap a un plantejament més ambiciós d'aquesta equivocidad perceptiva i simbòlica, a través de peces que concretaven camps d'evocació formal i funcional més extensos o, millor dit, que obrien en aquests camps situacions d'inestabilitat i contradicció."